# Manuel Indiano Azaustre
Manuel Indiano Azaustre (Madrid, 18 de octubre de 1970 - Zumárraga, 29 de agosto de 2000) fue un político español asesinado a manos de ETA el 29 de agosto de 2000.

## Biografía
Manuel Indiano Azaustre fue asesinado por ETA en Zumárraga el 29 de agosto de 2000. Nacido en Madrid, se había trasladado a Zumárraga tras estudiar electrónica. Llevaba seis meses como concejal independiente en el Ayuntamiento de Zumárraga, al que concurrió en la lista del Partido Popular. Tras quedarse en paro, adquirió un pequeño negocio en Zumárraga, llamado Kokolo. Estaba casado, su mujer estaba embarazada de siete meses cuando Manuel fue asesinado. En el momento de su asesinato tenía 29 años.

### Asesinato
Francisco Javier Macazaga Azurmendi decidió junto a otros dos miembros de ETA asesinar al concejal Manuel Indiano Azaustre. El concejal había decidido deshacerse de la escolta meses antes. El 29 de agosto de 2000 sobre las 10:30 horas Macazaga entró junto a otro de sus compañeros al Kokolo, establecimiento de golosinas, revistas y pan propiedad de Indiano, situado en localidad guipuzcoana de Zumárraga. El edil intentó refugiarse en la trastienda, siendo seguido por los etarras. Los dos individuos dispararon al unísono contra Manuel, al que alcanzaron más de 14 disparos. Un cliente lo encontró tendido agonizando en el suelo de la parte trasera del negocio. Fue trasladado al Hospital Comarcal de Zumárraga. Se le intento reanimar sin éxito y su muerte se certificó una hora después del ingreso.
La Sección Primera de la Sala de lo Penal de Audiencia Nacional dictó sentencia el 16 de noviembre de 2010, con número 71/2010, en la que condenó a Francisco Javier Macazaga Azurmendi a 31 años y medio de prisión. 30 por un delito de terrorismo con resultado de muerte y 1 y medio por un delito de tenencia ilícita de armas con fines terroristas. Se le impuso una indemnización de 600.000 euros destinada a la viuda e hija de la víctima y 150.000 euros a los padres. Así mismo, esta resolución también establece la prohibición del condenado a volver a Zumárraga o a la localidad en la que resida la familia de la víctima durante el plazo de 5 años.
La banda terrorista ETA reivindicó el asesinato mediante un comunicado remitido al diario Gara el 22 de septiembre de 2000. En dicho comunicado aseguraba que Manuel Indiano “había sido traído de España por el PP para rellenar su lista”.